# Liparus
Liparus es un género de escarabajos.

## Especies
- Liparus abietis
- Liparus anglicanus
- Liparus arcticus
- Liparus bajulus
- Liparus baldensis
- Liparus besseri
- Liparus bimaculatus
- Liparus carinaerostris
- Liparus carinatus
- Liparus carnicus
- Liparus caucasicola
- Liparus colon
- Liparus coracinus
- Liparus cornix
- Liparus coronatus
- Liparus crassicollis
- Liparus cribricollis
- Liparus cribrum
- Liparus danieli
- Liparus dinaricus
- Liparus dirus
- Liparus engadinensis
- Liparus excellens
- Liparus fallax
- Liparus flavomaculatus
- Liparus funestus
- Liparus fuscomaculatus
- Liparus geometra
- Liparus germanus
- Liparus glabratus
- Liparus glabrirostris
- Liparus graecus
- Liparus grappensis
- Liparus hispidus
- Liparus illegitimus
- Liparus illyricus
- Liparus imbricatus
- Liparus inornatus
- Liparus integer
- Liparus intermedius
- Liparus interruptus
- Liparus laevigatus
- Liparus laevirostris
- Liparus lewisi
- Liparus magnanoi
- Liparus marginicollis
- Liparus mariai
- Liparus monachus
- Liparus nigritus
- Liparus occidentalis
- Liparus olivieri
- Liparus ornatus
- Liparus paulopunctatus
- Liparus pauper
- Liparus petrii
- Liparus piceus
- Liparus picivorus
- Liparus pinastri
- Liparus pineti
- Liparus politus
- Liparus primaevus
- Liparus pullus
- Liparus punctatostriatus
- Liparus punctatus
- Liparus punctipennis
- Liparus ruffoi
- Liparus rugipennis
- Liparus seriatopunctatus
- Liparus seriepunctatus
- Liparus solarii
- Liparus striatopunctatus
- Liparus striatus
- Liparus sulcifrons
- Liparus sulcirostris
- Liparus tenebriodes
- Liparus tenebrioides
- Liparus tesselatus
- Liparus tessellatus
- Liparus teutonus
- Liparus tigris
- Liparus transsylvanicus
- Liparus triguttatus
- Liparus turkestanicus
- Liparus uncipennis
- Liparus vittatus
- Liparus zoufali